# Miramar Rangers
Miramar Rangers AFC is een Nieuw-Zeelandse voetbalclub uit Wellington. De club is opgericht in 1907. De thuiswedstrijden worden in het Centennial Park gespeeld. De clubkleuren zijn blauw-zwart.

## Erelijst
- National Soccer League
  - Winnaar (2): 2002, 2003
- Chatham Cup
  - Winnaar (3): 1966, 1992, 2004

## Bekende (oud-)spelers
- Tim Brown
- John Fashanu